# Le Torp-Mesnil
Le Torp-Mesnil é uma comuna francesa na região administrativa da Normandia, no departamento de Sena Marítimo. Estende-se por uma área de 5,24 km². Em 2010 a comuna tinha 451 habitantes (densidade: 86,1 hab./km²).